# Saint-Leu-la-Forêt
Pour les articles homonymes, voir Saint-Leu.
Saint-Leu-la-Forêt est une commune française du Val-d'Oise située en vallée de Montmorency à côté de Taverny et de Saint-Prix, à environ 20 km au nord de Paris.
Ses habitants sont appelés les Saint-Loupiens, Saint-Loupiennes.

## Géographie

### Localisation
Saint-Leu-la-Forêt se situe en vallée de Montmorency, à 20 km au nord-ouest de Paris, à l'orée de la forêt de Montmorency.

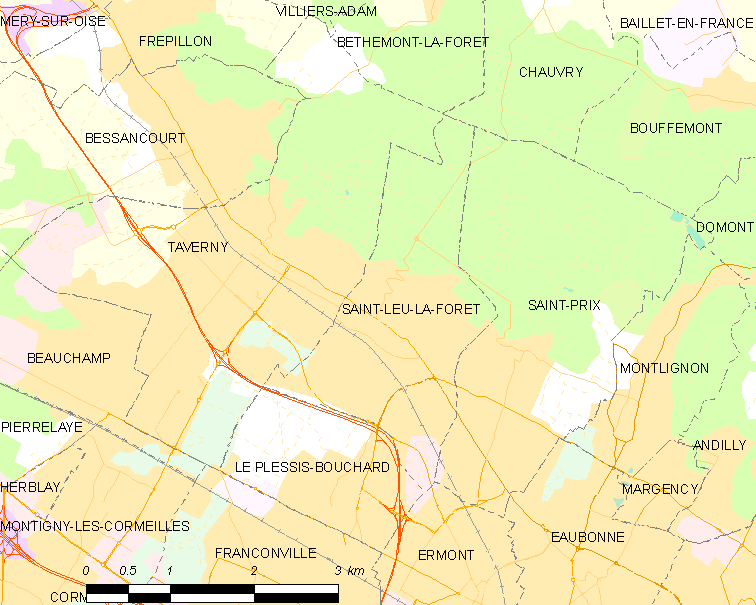
Carte de la commune.
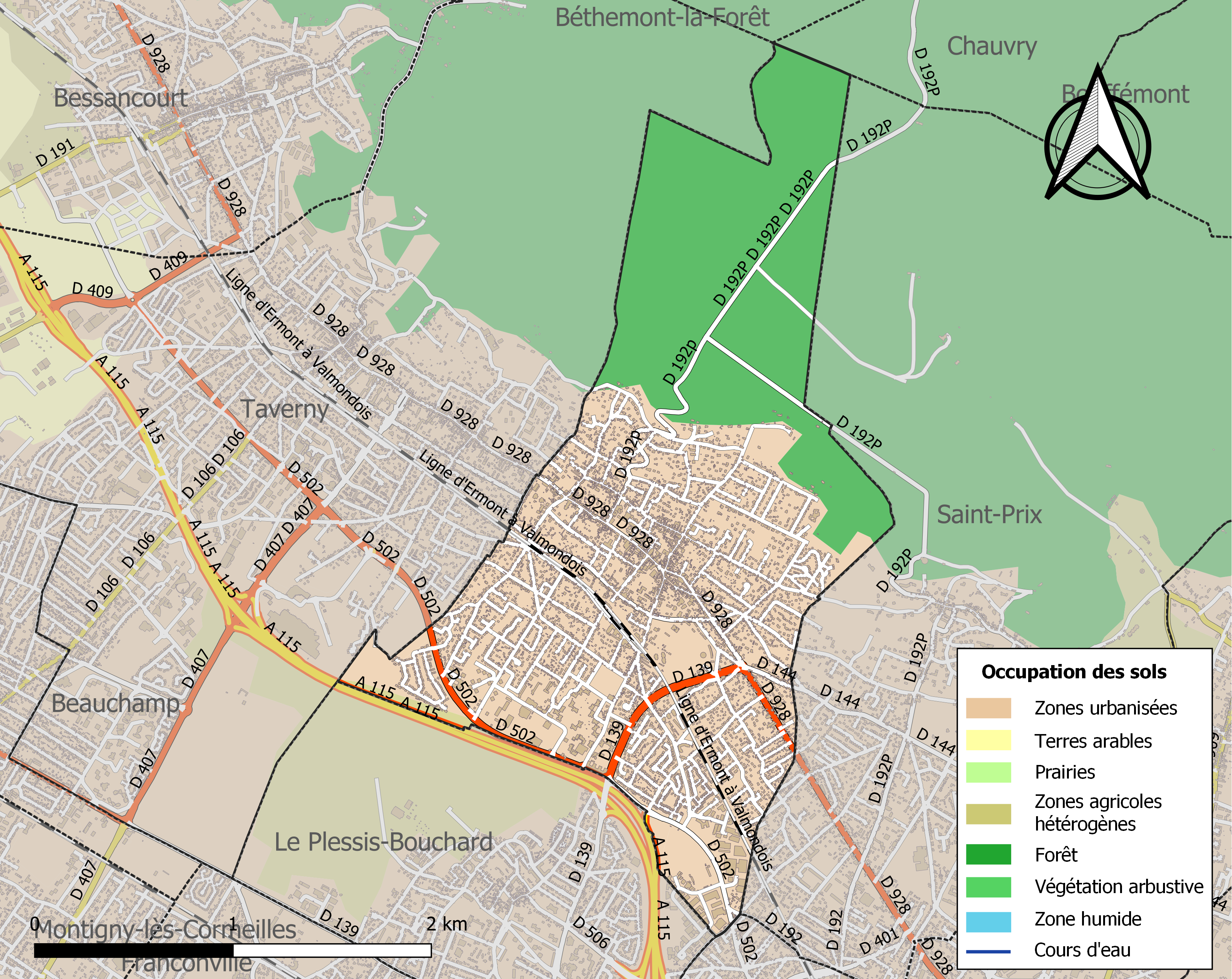
Occupation des sols.

### Communes limitrophes
La commune est limitrophe de Taverny, Chauvry, Saint-Prix, Ermont et Le Plessis-Bouchard.
|         | Chauvry             |            |
| Taverny | Saint-Leu-la-Forêt  | Saint-Prix |
|         | Le Plessis-Bouchard | Ermont     |

### Géologie et relief
Saint-Leu-la-Forêt s'étend sur 526 hectares dont 146 de forêt.
Son altitude est de 65 m dans la plaine, de 84 m au niveau de la mairie, de 170 m au niveau de la Châtaigneraie et de 190 m au lieu-dit les Sapins brûlés en forêt de Montmorency.

### Climat
Pour des articles plus généraux, voir Climat de l'Île-de-France et Climat du Val-d'Oise.
En 2010, le climat de la commune est de type climat océanique dégradé des plaines du Centre et du Nord, selon une étude du CNRS s'appuyant sur une série de données couvrant la période 1971-2000. En 2020, Météo-France publie une typologie des climats de la France métropolitaine dans laquelle la commune est dans une zone de transition entre le climat océanique et le climat océanique altéré et est dans la région climatique Sud-ouest du bassin Parisien, caractérisée par une faible pluviométrie, notamment au printemps (120 à 150 mm) et un hiver froid (3,5 °C).
Pour la période 1971-2000, la température annuelle moyenne est de 11,4 °C, avec une amplitude thermique annuelle de 14,9 °C. Le cumul annuel moyen de précipitations est de 661 mm, avec 11 jours de précipitations en janvier et 7,9 jours en juillet. Pour la période 1991-2020, la température moyenne annuelle observée sur la station météorologique la plus proche, située dans la commune de Pontoise à 11 km à vol d'oiseau, est de 12,5 °C et le cumul annuel moyen de précipitations est de 666,7 mm,. Pour l'avenir, les paramètres climatiques de la commune estimés pour 2050 selon différents scénarios d'émission de gaz à effet de serre sont consultables sur un site dédié publié par Météo-France en novembre 2022.

## Urbanisme

### Typologie
Au 1er janvier 2024, Saint-Leu-la-Forêt est catégorisée grand centre urbain, selon la nouvelle grille communale de densité à sept niveaux définie par l'Insee en 2022.
Elle appartient à l'unité urbaine de Paris, une agglomération inter-départementale regroupant 407  communes, dont elle est une commune de la banlieue,,. Par ailleurs la commune fait partie de l'aire d'attraction de Paris, dont elle est une commune du pôle principal,. Cette aire regroupe 1 929 communes,.

### Habitat et logement
En 2019, le nombre total de logements dans la commune était de 6 919, alors qu'il était de 6 321 en 2014 et de 6 136 en 2009.
Parmi ces logements, 94,4 % étaient des résidences principales, 0,8 % des résidences secondaires et 4,8 % des logements vacants. Ces logements étaient pour 59,8 % d'entre eux des maisons individuelles et pour 39,8 % des appartements.
Le tableau ci-dessous présente la typologie des logements à Saint-Leu-la-Forêt en 2019 en comparaison avec celle du Val-d'Oise et de la France entière. Une caractéristique marquante du parc de logements est ainsi une proportion de résidences secondaires et logements occasionnels (0,8 %) inférieure à celle du département (1,3 %) mais supérieure à celle de la France entière (9,7 %). Concernant le statut d'occupation de ces logements, 69,5 % des habitants de la commune sont propriétaires de leur logement (74,4 % en 2014), contre 55,9 % pour le Val-d'Oise et 57,5 pour la France entière.
| Typologie                                               | Saint-Leu-la-Forêt | Val-d'Oise | France entière |
| ------------------------------------------------------- | ------------------ | ---------- | -------------- |
| Résidences principales (en %)                           | 94,4               | 92,6       | 82,1           |
| Résidences secondaires et logements occasionnels (en %) | 0,8                | 1,3        | 9,7            |
| Logements vacants (en %)                                | 4,8                | 6          | 8,2            |

### Voies de communication et transports

#### Transports ferroviaires

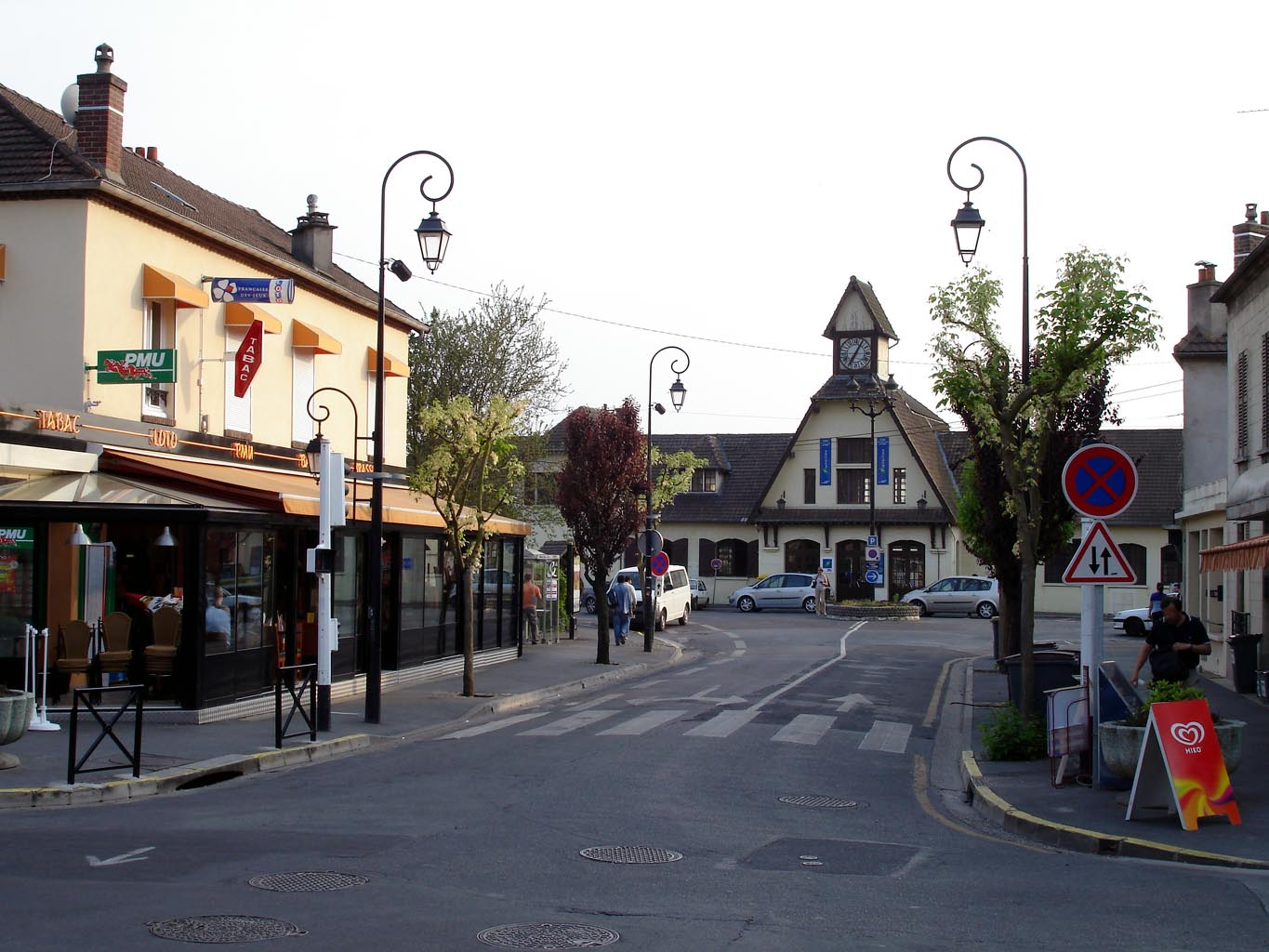
Gare de Saint-Leu-la-Forêt.

La commune est desservie par la gare de Saint-Leu-la-Forêt, sur la ligne H du Transilien reliant Paris-Nord à Valmondois et Persan - Beaumont.

#### Réseau routier
L'autoroute A115 en direction de la N184 (Francilienne) bifurque de l'autoroute A15 au niveau de Franconville et dessert Saint-Leu-la-Forêt par la sortie no 3.
La ville est traversée par quatre routes départementales :
- suivant un axe nord-ouest/sud-est par l'ex-RN328 (actuelle RD 928) partant d'Eaubonne pour rejoindre Hérouville ;
- suivant un axe est/ouest par la RD144 en provenance de Montmorency qui prend fin à Saint-Leu-la-Forêt ;
- suivant un axe nord/sud par la RD139 en provenance de Franconville qui prend fin à Saint-Leu-la-Forêt ;
- suivant un axe nord-ouest/sud-est par la RD502 partant de Taverny pour rejoindre Ermont, parallèlement à l'autoroute A115.

## Toponymie
Sanctus Lupus en 1122, Sanctus Lupus de Taberniaco en 1201, Sanctus Lupus ad Taberniacum, Saint-Leu Taverny, Saint-Leu lès Taverny en 1370.
À la suite de la Révolution française et jusqu'en 1915, la commune change cinq fois d'appellation : Claire-Fontaine, nom révolutionnaire précisé parfois cy-devant Saint Leu en 1794 ; Saint-Leu-Taverny par la fusion avec Taverny à compter du 16 juin 1806 ; Napoléon-Saint-Leu en 1852 ; une seconde fois Saint-Leu-Taverny en 1870 ; puis finalement Saint-Leu-la-Forêt en octobre 1915, Taverny ayant été érigé en commune indépendante,.
Le nom de Saint-Leu-la-Forêt provient de l'existence d'une église au XIIe siècle dédiée à saint Loup (ou Leu), archevêque de Sens en 609. Ses habitants sont les Saint-Loupiens.

## Histoire

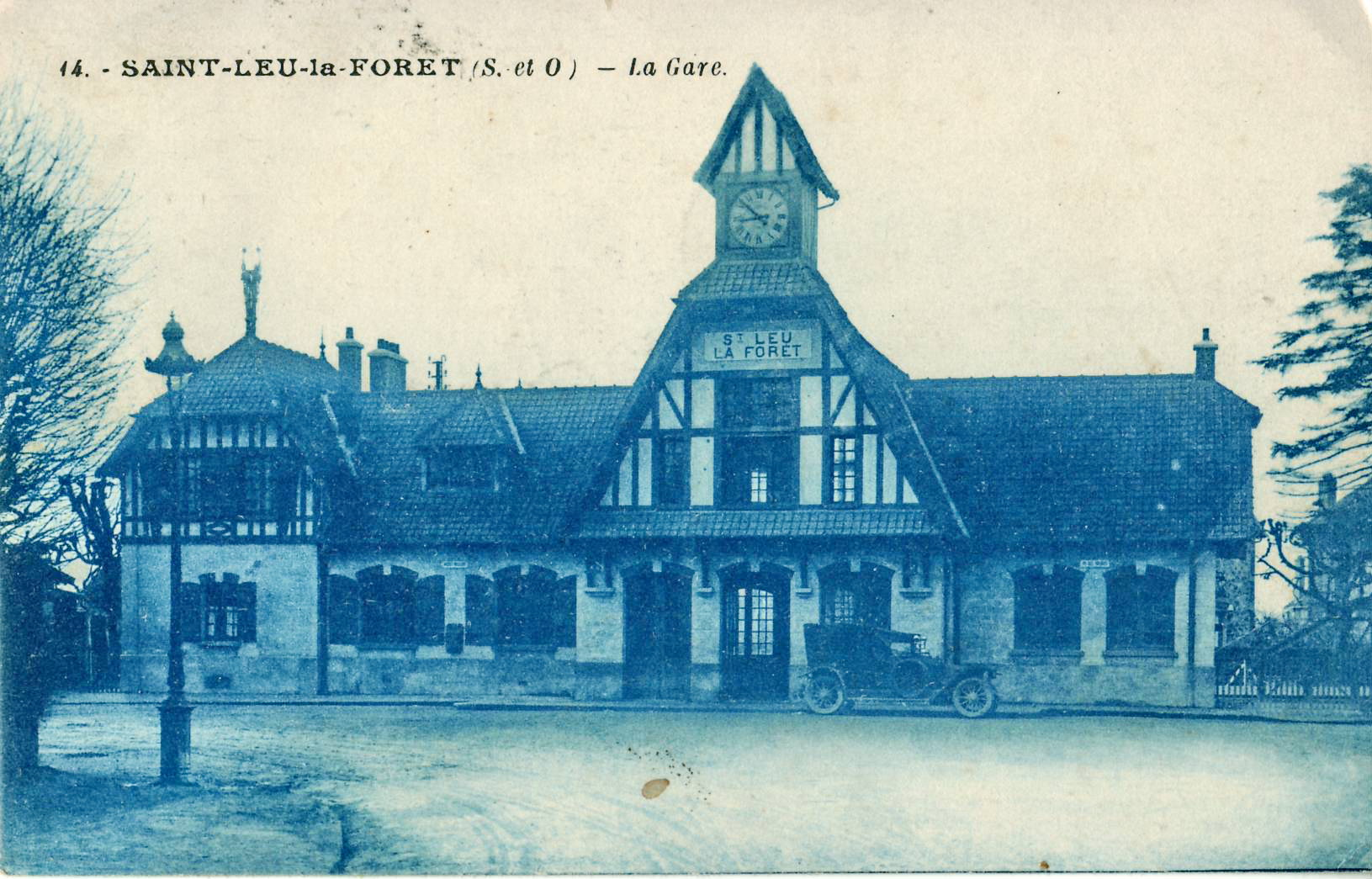
La ville, dont on voit ici la gare dans l'Entre-deux-guerres, dispose d'une liaison ferroviaire depuis 1876.

La ville comporte de nombreuses sentes, qui étaient destinées autrefois à la circulation des habitants entre les jardins (se référer au passé vinicole, fermier et maraîcher de la commune) ou aux lépreux.
La cité n'a d'abord été qu'une clairière de bûcheron et l'on ne sait rien de son histoire au Moyen Âge, période à laquelle il existait une maladrerie au lieu-dit La Chaumette.
Le village est une seigneurie des Montmorency à partir du XIVe siècle.
En 1527, Anne de Montmorency achète à Philippe de Montmorency-Nivelle les terres de Saint-Leu.
Après les Montmorency, la ville appartient à la maison de Condé jusqu'à la Révolution française. En 1470, la population n'est que de 50 habitants.

### Révolution française et Empire
Au XVIIe siècle, il y avait deux châteaux à Saint-Leu : en 1645 est édifié le château du Haut à l'emplacement du château seigneurial des Montmorency, puis en 1693 est construit le château du Bas sur le fief d'Ort.
Les deux sont acquis en 1804 par Louis Bonaparte, frère de Napoléon Ier, qui fait démolir le plus ancien, le château du Haut, et s'installe avec son épouse la Hortense de Beauharnais dans le domaine du Bas. Il est enterré avec deux de ses fils Napoléon-Charles et Napoléon-Louis dans l'église de la ville. On peut apercevoir leurs tombeaux dans l'abside, derrière le chœur.

### Époque contemporaine
Le second château est rasé après la mort mystérieuse de Louis VI Henri de Bourbon-Condé, dernier des Condé, en 1830.
L'arrivée du chemin de fer en 1876 modifia la vie du village et accéléra son intégration progressive à l'agglomération parisienne.
Lors du raid de dirigeables contre Paris et sa banlieue le 21 mars 1915 un Zeppelin survole Saint-Leu-Taverny, sans lancer de bombes.
Jusqu'en 1951, année de leur transfert à Ajaccio, les restes de Charles Bonaparte, père de Louis, étaient également abrités dans la crypte qui ne conserve plus que le sarcophage du père de la dynastie Bonaparte.

## Politique et administration

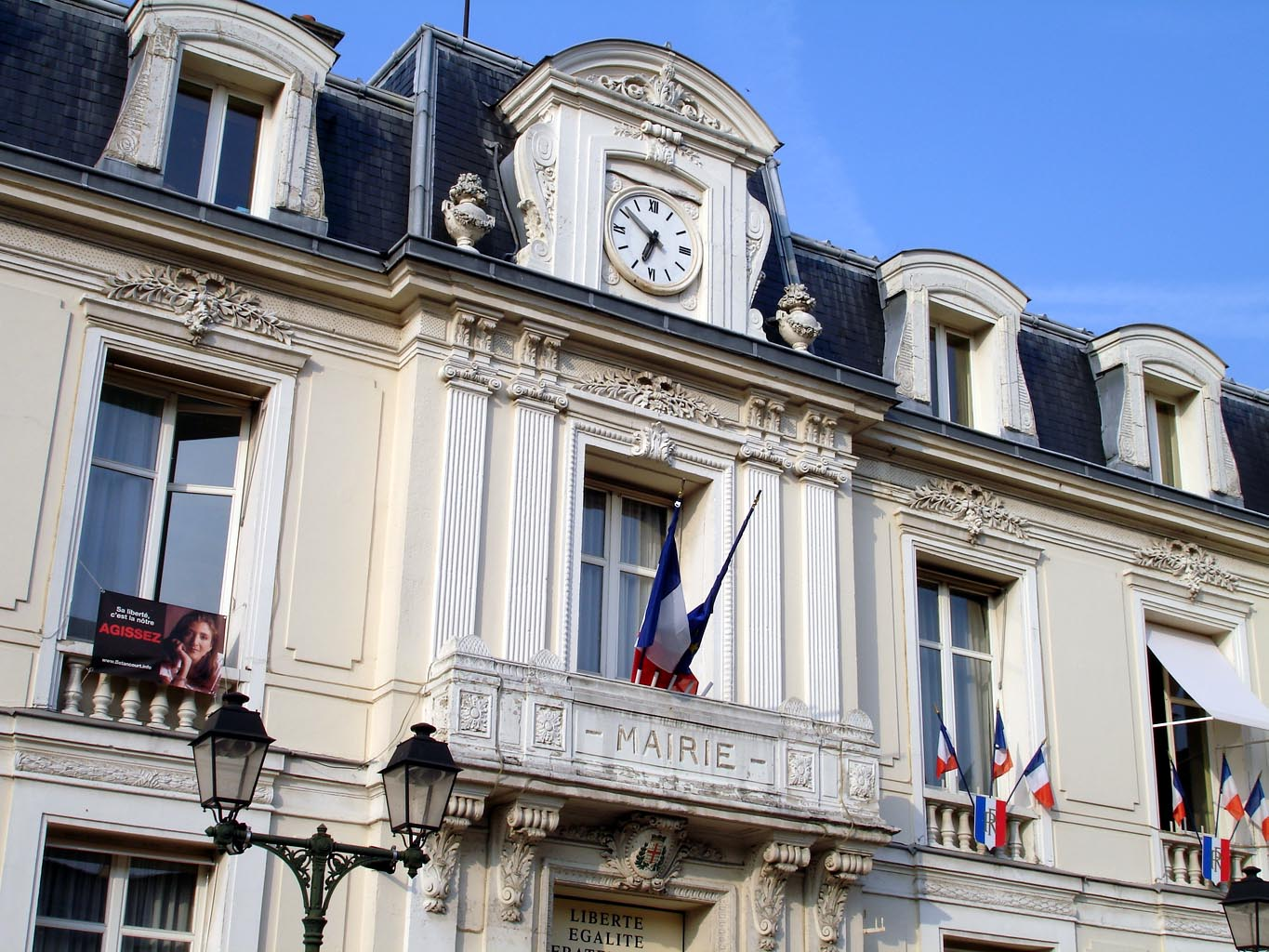
Mairie de Saint-Leu-la-Forêt.

### Rattachements administratifs et électoraux
Antérieurement à la loi du 10 juillet 1964, la commune faisait partie du département de Seine-et-Oise. La réorganisation de la région parisienne en 1964 fit que la commune appartient désormais au département du Val-d'Oise et son arrondissement de Pontoise après un transfert administratif effectif au 1er janvier 1968. Pour l'élection des députés, elle fait partie de la quatrième circonscription du Val-d'Oise depuis 2010.
De 1801 à 1831, la commune fait partie du canton de Montmorency avant d'intégrer cette année-là le canton de Taverny. Lors de la mise en place du Val-d'Oise, elle devient le chef-lieu du canton de Saint-Leu-la-Forêt. Dans le cadre du redécoupage cantonal de 2014 en France, elle est désormais rattachée au canton de Domont.
Saint-Leu-la-Forêt fait partie de la juridiction d’instance de Montmorency, et de grande instance ainsi que de commerce de Pontoise,.

### Intercommunalité
La commune a rejoint le 1er janvier 2009 la communauté d'agglomération Val-et-Forêt.
Dans le cadre de la mise en œuvre de la loi MAPAM du 27 janvier 2014, qui prévoit la généralisation de l'intercommunalité à l'ensemble des communes et la création d'intercommunalités de taille importante, le préfet de la région d'Île-de-France approuve le 4 mars 2015 un schéma régional de coopération intercommunale qui prévoit notamment « l'extension du périmètre de la communauté d'agglomération Le Parisis aux communes de Frépillon, Saint-Leu-la-Forêt, Le Plessis-Bouchard, Ermont et Eaubonne ».
Cette fusion intervient le 1er janvier 2016 et la commune est désormais membre de la communauté d'agglomération Val Parisis.

### Tendances politiques et résultats
Lors du second tour des élections municipales de 2020 dans le Val-d'Oise, la liste DVD menée par la maire sortante Sandra Billet — qui avait succédé en 2017 à Sébastien Meurant, démissionnaire après son élection comme sénateur — remporte la majorité des suffrages exprimés avec 1 955 voix (46,73 %, 25 conseillers municipaux élus), devançant les listes menées respectivement par : 

- Delphine Armandin (DVC, 1 584 voix, 37,86 %, 6 conseillers municipaux élus) ;

- Franck Bernard (LREM, 645 voix, 15,42 %, 2 conseillers municipaux élus)

lors d'un scrutin marqué par la pandémie de Covid-19 en France où l'abstention s'est élevée à  61,48 % des électeurs inscrits.

### Liste des maires
| Période   | Période   | Identité                   | Étiquette            | Qualité |
| --------- | --------- | -------------------------- | -------------------- | --- |
| 1789      | 1791      | Denis Léonard Duport       |                      | |
| 1791      | 1792      | Pierre Marc Fiève          |                      | |
| 1792      | 1800      | Denis Lamotte              |                      | |
| 1800      | 1803      | Louis Duport               |                      | |
| 1803      | 1806      | Étienne Nicolas Calon      |                      | |
| 1806      | 1814      | Auguste Louis Delatour     |                      | |
| 1814      | 1815      | Jean Charles Louis Degouve |                      | |
| 1815      | 1816      | René Bourgeois             |                      | |
| 1816      | 1819      | Jean Charles Louis Degouve |                      | |
| 1819      | 1822      | Jean Baptiste Obry         |                      | |
| 1822      | 1826      | Jean Michel Boyer          |                      | |
| 1826      | 1830      | Gervais Tailleur           |                      | |
| 1830      | 1831      | René Frédéric Loreilhe     |                      | |
| 1831      | 1834      | Noël Julien Duport         |                      | |
| 1834      | 1843      | Mathurin Pierre Leguiller  |                      | |
| 1843      | 1848      | Pierre Urbain Faber        |                      | |
| 1848      | 1856      | Louis Édouard Dubois       |                      | |
| 1856      | 1876      | Louis Joseph Leduc         |                      | |
| 1876      | 1879      | Léon Alfred Recullez       |                      | |
| 1879      | 1882      | Stanislas Édouard Caillet  |                      | |
| 1882      | 1888      | Émile Bonnet               |                      | |
| 1888      | 1892      | Eugène Veber               |                      | |
| 1892      | 1919      | Émile Aimond               |                      | |
| 1919      | 1935      | Edmond Cassan              |                      | |
| 1935      | 1941      | Georges Favre              |                      | |
| 1941      | 1943      | Georges Mirou              |                      | |
| 1943      | 1944      | Alphonse Pegard            |                      | |
| 1944      | 1944      | Georges Roy                |                      | |
| 1945      | 1947      | Maurice Bouladoux          |                      | |
| 1947      | 1948      | Alphonse Pegard            |                      | |
| 1948      | 1970      | Cyrille Lecomte            | RPF puis RS puis UNR | Commerçant Conseiller général de Taverny (1949 → 1955) Conseiller général de Saint-Leu-la-Forêt (1964 → 1967)                                                                                               |
| 1970      | 1977      | Marcel Alavoine            |                      | |
| mars 1977 | mars 2001 | François Gayet             | CIR puis MRG puis GE | Vice-président d'un groupement industriel Conseiller général de Saint-Leu-la-Forêt (1967 → 1994) |
| mars 2001 | mars 2008 | Jean Le Gac                | DVG                  | Directeur des affaires sociales chez Siemens |
| mars 2008 | 2017      | Sébastien Meurant          | UMP → LR             | Sénateur du Val-d'Oise (2017 → 2023) Conseiller départemental de Domont (2015 → 2017 et 2021 → ) Vice-président de la CA Val Parisis (2015 → 2017) Démissionnaire à la suite de son élection comme sénateur |
| 2017,     | En cours  | Sandra Billet              | LR                   | Cheffe d'entreprise Vice-présidente de la CA Val Parisis (2020 → ) Réélue pour le mandat 2020-2026 |

### Jumelages
Saint-Leu-la-Forêt est jumelée avec :
- Wendlingen am Neckar (Allemagne).

## Population et société

### Démographie
L'évolution du nombre d'habitants est connue à travers les recensements de la population effectués dans la commune depuis 1793. Pour les communes de plus de 10 000 habitants les recensements ont lieu chaque année à la suite d'une enquête par sondage auprès d'un échantillon d'adresses représentant 8 % de leurs logements, contrairement aux autres communes qui ont un recensement réel tous les cinq ans,.

En 2022, la commune comptait 16 047 habitants, en évolution de +2,89 % par rapport à 2016 (Val-d'Oise : +4 %, France hors Mayotte : +2,11 %).
| 1793  | 1800  | 1806  | 1821  | 1831  | 1836  | 1841  | 1846  | 1851  |
| ----- | ----- | ----- | ----- | ----- | ----- | ----- | ----- | ----- |
| 1 170 | 1 172 | 2 625 | 2 535 | 1 182 | 1 200 | 1 219 | 1 232 | 1 312 |

| 1856  | 1861  | 1866  | 1872  | 1876  | 1881  | 1886  | 1891  | 1896  |
| ----- | ----- | ----- | ----- | ----- | ----- | ----- | ----- | ----- |
| 1 415 | 1 568 | 1 667 | 1 630 | 1 683 | 1 899 | 2 305 | 2 421 | 2 906 |

| 1901  | 1906  | 1911  | 1921  | 1926  | 1931  | 1936  | 1946  | 1954  |
| ----- | ----- | ----- | ----- | ----- | ----- | ----- | ----- | ----- |
| 3 156 | 3 605 | 4 022 | 4 680 | 5 736 | 6 308 | 6 347 | 6 607 | 7 782 |

| 1962  | 1968   | 1975  | 1982   | 1990   | 1999   | 2006   | 2011   | 2016   |
| ----- | ------ | ----- | ------ | ------ | ------ | ------ | ------ | ------ |
| 8 802 | 10 004 | 9 664 | 11 627 | 14 489 | 15 127 | 14 586 | 14 800 | 15 597 |

| 2021   | 2022   | - | - | - | - | - | - | - |
| ------ | ------ | - | - | - | - | - | - | - |
| 15 979 | 16 047 | - | - | - | - | - | - | - |

### Enseignement
À Saint-Leu-La-Forêt se trouvent[Quand ?] quatre établissements consacrés aux moins de trois ans et leurs parents :
- la crèche familiale Les Loupinous ;
- la halte-garderie parentale Les Loupandises;
- le Centre de PMI (Protection maternelle infantile) ;
- le Centre de planification familiale Les Lignières.

On y trouve aussi[Quand ?] cinq écoles maternelles et primaires :
- école maternelle Cadet Rousselle;
- école maternelle Le Village ;
- école maternelle et primaire Marie Curie, (anciennement École Verdun jusqu'aux années 1990) ;
- école maternelle et primaire Jacques Prévert ;
- école primaire Foch ;
- école primaire Marcel Pagnol (anciennement École Leclerc jusque dans les années 1990) ;
- école maternelle et primaire privées Le Rosaire ;

ainsi que deux collèges :
- collège Wanda Landowska ;
- collège privé Le Rosaire.

Deux associations de parents d'élèves sont présentes dans la commune : la FCPE et l'AIPESL.

### Sports et loisirs
La ville de Saint-Leu abrite le club du FC St-Leu 95 qui évolue actuellement en Régional 1 (6e Division). Le club joue ses matchs à domicile au stade municipal des Andresys situé boulevard André Brémont.

## Culture locale et patrimoine

### Lieux et monuments
On peut noter :
- L'église Saint-Leu-Saint-Gilles, située rue du Général-Leclerc en plein centre-ville

Elle fut édifiée en 1851 sur ordre du prince-président Louis-Napoléon, futur Napoléon III, et consacrée en sa présence. L'église abrite dans sa crypte les tombeaux de quatre membres de la famille Bonaparte, dont le père de Napoléon III, Louis Bonaparte (1778-1846), frère de Napoléon Ier et roi de Hollande, et deux de ses fils, Napoléon-Charles Bonaparte (1802-1807) et Napoléon-Louis Bonaparte (1804-1831) qui fut brièvement roi de Hollande en juillet 1810.
Le tombeau de Charles Bonaparte, père de Napoléon Ier et grand-père de Napoléon III est vide. Sa dépouille a été transférée à la chapelle impériale à Ajaccio en 1951. L'église remplaça une construction antérieure du XVIIe siècle, qui avait été consacrée le 7 novembre 1690. Cette dernière avait remplacé à son tour l'église primitive du XIIe siècle, située sur les hauteurs en forêt de Montmorency et démolie en 1686.
La façade principale sud-ouest avec le portail marque le début de l'avenue de la gare et est la seule façade pourvue d'une ornementation : les autres murs donnent sur des ruelles ou sur des propriétés privées. L'architecte Joseph-Eugène Lacroix s'est inspiré d'églises italiennes de plan basilical, et plus particulièrement de la basilique Saint-Apollinaire-le-Neuf de Ravenne.
Un grand portail avec une archivolte plein cintre et un tympan garni d'une mosaïque donne accès à la nef. Des portails plus petits flanquent ce portail principal des deux côtés et s'ouvrent sur les collatéraux. La partie supérieure de la façade de la nef avec son pignon est ornée de cinq arcades plein cintre, dont les trois au centre comportent des fenêtres.
Le clocher-tour bien distinct de son bâtiment principal est placé devant la façade latérale nord-est. Son second étage est doté de deux baies abat-son gémelées par face, surmontées d'un gable avec une horloge. Autour du larmier entre le premier et le second étage, les murs sont décorés de moulures dans le style de la Renaissance italienne.
Dans une chapelle latérale à cette crypte reposent la Maréchale Ney et ses deux sœurs
- La Maison consulaire, 2, rue Émile-Bonnet

Ce bâtiment de style classique date du début du XVIIIe siècle et tient son nom d'un séjour très probable de Napoléon Ier alors qu'il était Premier Consul.
Pendant la Première Guerre mondiale, la maison est utilisée comme hôpital militaire annexe et soigne en cinq ans plus de deux mille poilus. C'est aujourd'hui une propriété municipale, hébergeant des services de la mairie.
- Croix du prince de Condé, 78, rue du Château

Érigée en 1844 par le sculpteur Faugenet d'après les plans de l'architecte Leveil, elle rend hommage à Louis VI Henri de Bourbon-Condé, trouvé pendu le 27 août 1830 à l'espagnolette d'une fenêtre de son château de Saint-Leu. Il n'avait pas supporté l'exécution de son fils unique Louis-Antoine de Bourbon-Condé sur ordre de Bonaparte, dans les fossés du château de Vincennes. Bien que l'enquête policière conclut au suicide par pendaison, des rumeurs accusent la seconde épouse du prince, Sophie Dawes, baronne de Feuchères. C'est pour cette raison qu'elle vend le domaine du château, qui est morcelé et transformé en lotissements.
La croix marque exactement l'emplacement de la chambre dans laquelle le prince fut retrouvé pendu.
- Faucheur se désaltérant, dit aussi fontaine du moissonneur, place de la Forge

Cette statue en fonte modelée par Sylvain Kinsburger fut érigée en 1892 et remplaça une précédente fontaine datant du XIVe siècle. La statue du Faucheur symbolise le travail agricole, celui de la plupart des habitants du village d'alors.
- Lavoir de l'Eauriette, rue Kléber

Ce lavoir est construit en 1873 à la suite de l'aménagement du réservoir de l'Eauriette, qui permet d'alimenter six bornes-fontaines, deux autres lavoirs et la fontaine de La Pissotte.
Le petit bassin rectangulaire est protégé par un édicule en charpente qui repose sur quatre poutres aux angles. Seul le fond est fermé par un mur.
- La fontaine de Boissy, rue de Boissy

Elle a été édifiée à la fin du XIXe siècle et fut initialement entourée d'un édicule à fenêtres ogivales néogothiques. Ce dernier fut démoli au cours des années 1990 et remplacé par un simple mur en meulière.
L'eau fortement sulfatée de la fontaine était réputée posséder des vertus thérapeutiques contre les maladies des reins ; la fontaine est aujourd'hui tarie.
- Le château de La Chaumette, rue de la Forge et rue du Général-de-Gaulle

Dans cet ancien hameau du nom de Calmeta, s'élève ce château néoclassique de 1869, remplaçant un édifice identique de 1806 détruit par un incendie.
Le nom vient d'une léproserie attestée en ce lieu dès 1237, devenu hôtel-Dieu au XVIe siècle.
La grille d'entrée en fer forgé porte les initiales « AB » pour Anselme-Henri Bocquet, qui fit reconstruire le château en 1869. Il reste une demeure familiale jusqu'en 1947, puis est vendu aux Sœurs Maristes de Saint-Prix, qui y installent leur école.
- La gare de Saint-Leu-la-Forêt : le bâtiment-voyageurs de 1923 est l'œuvre de l'architecte Gustave Umbdenstock. L'architecture d'inspiration néo-normande avec un décor de colombages et briques est aujourd'hui disparue sous l'enduit. Restent comme éléments distinctifs, le haut pignon de la façade sur la ville surmontée d'un petit beffroi et de son horloge[b 4].
- Les sculptures d'Aristide Patsoglou

Des œuvres de cet artiste local ornent l'entrée de la bibliothèque et le local de la police municipale.

Galerie
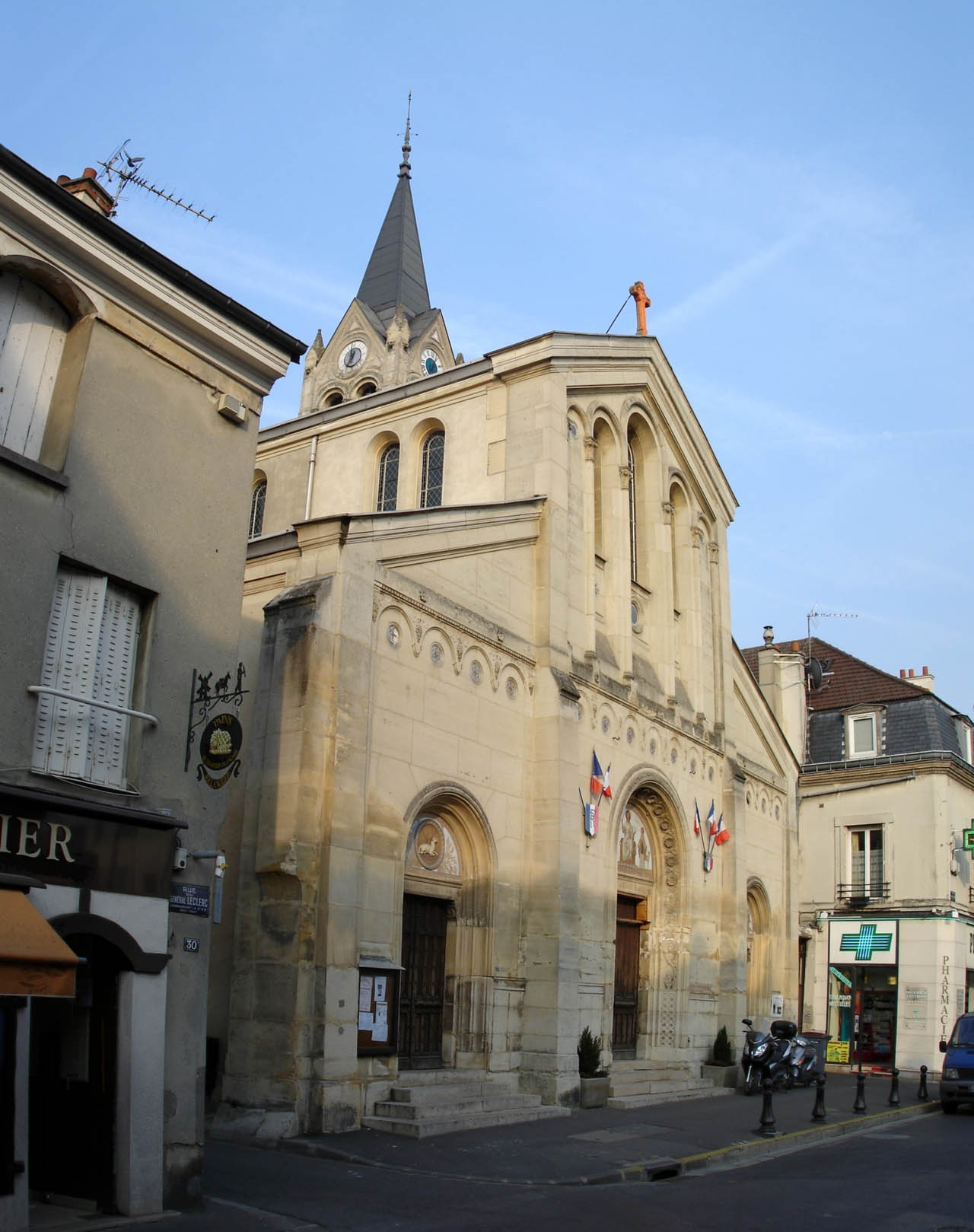
L'église Saint-Leu-Saint-Gilles.
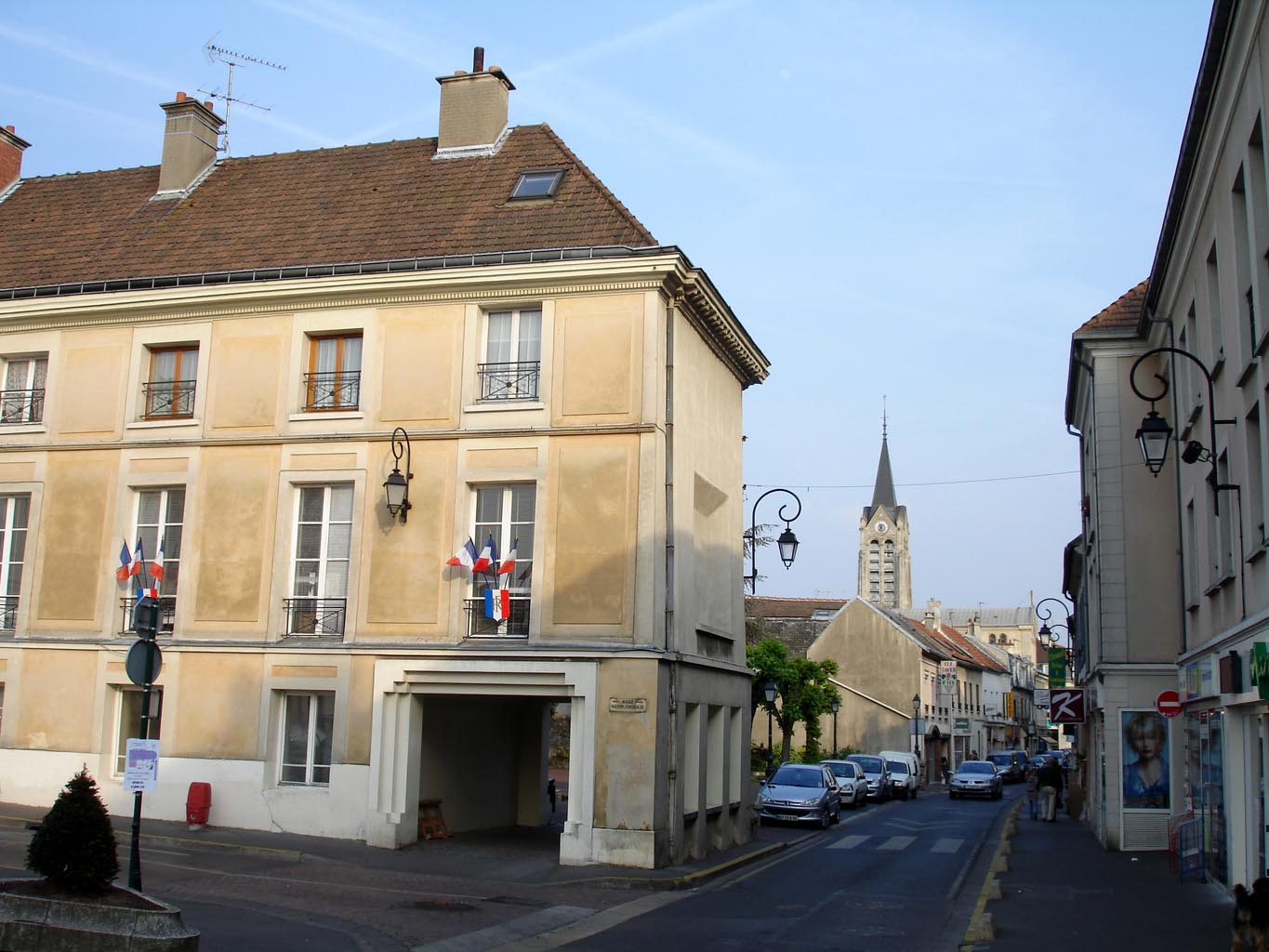
La maison consulaire.
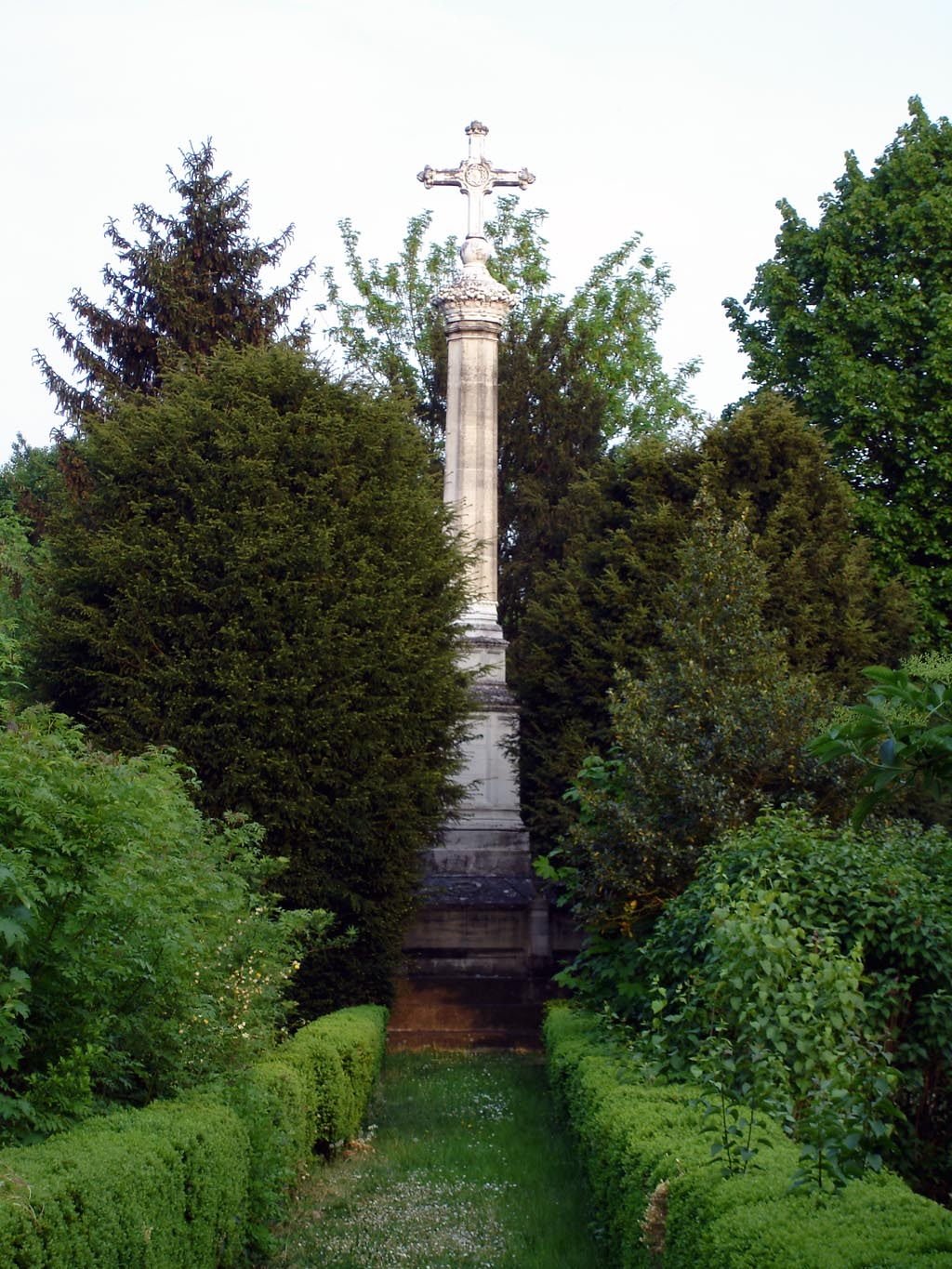
La croix du prince de Condé.
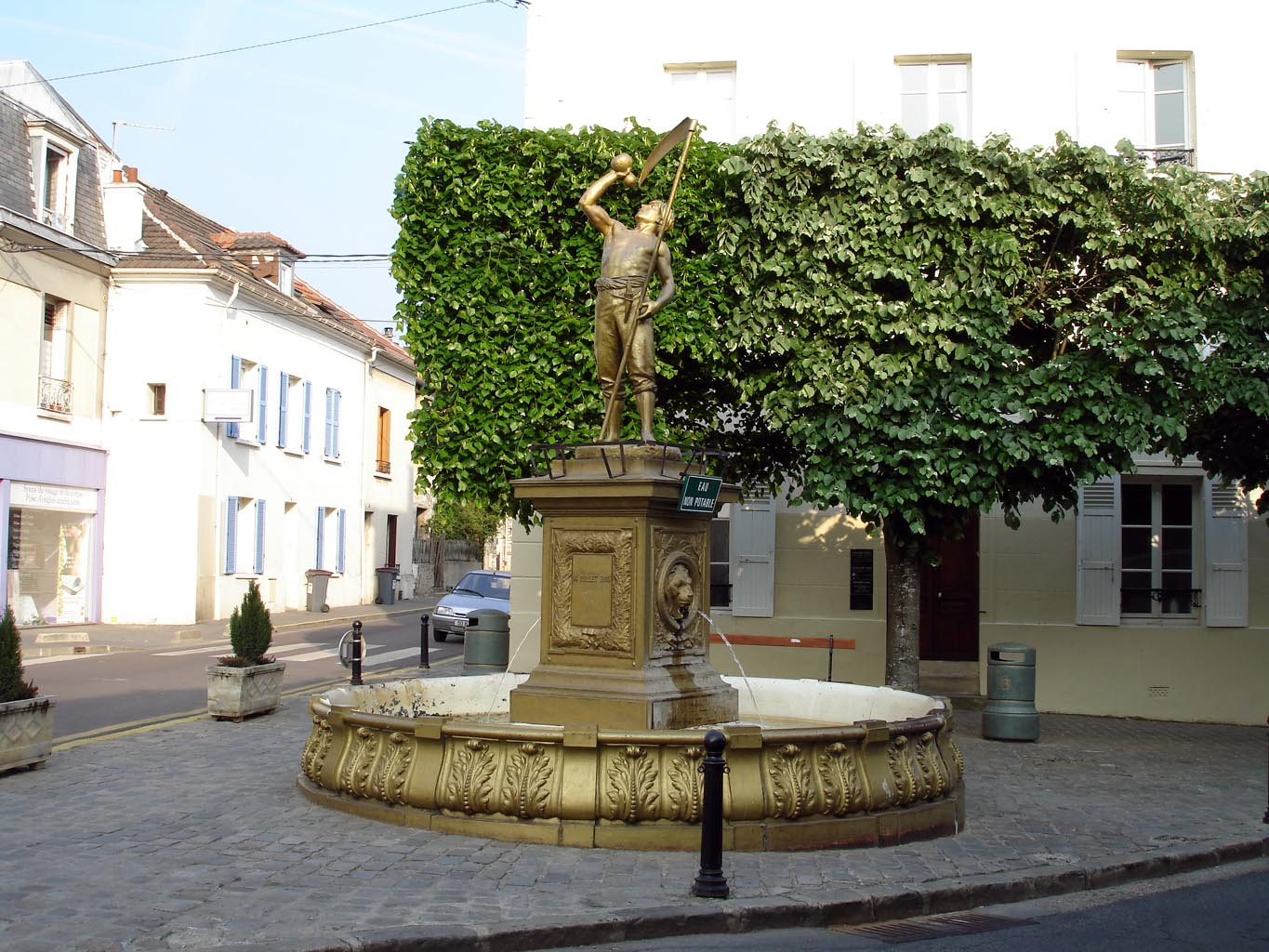
La fontaine dite du moissonneur de Sylvain Kinsburger, Faucheur se désaltérant, (1892).
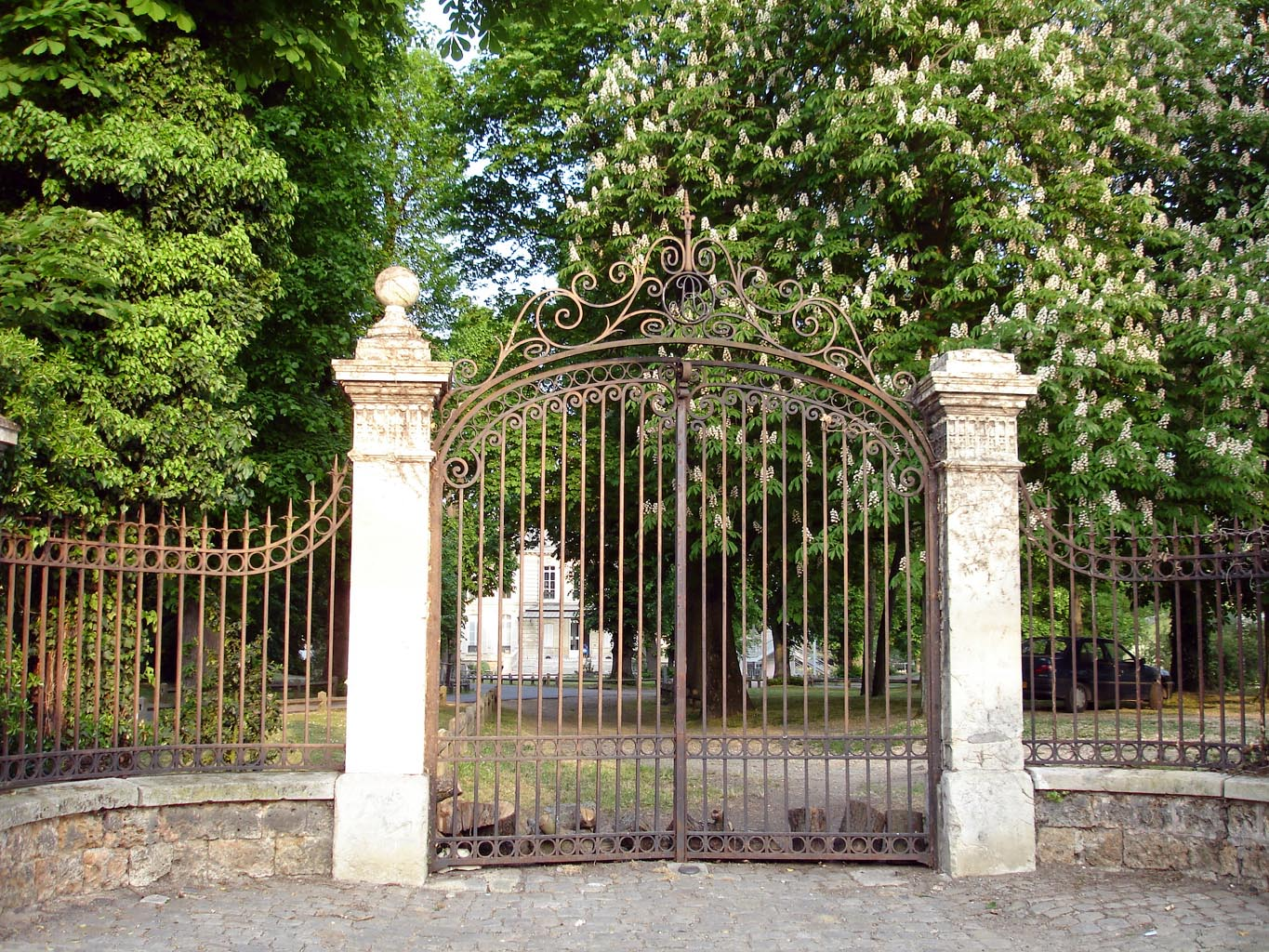
La grille du château de La Chaumette.
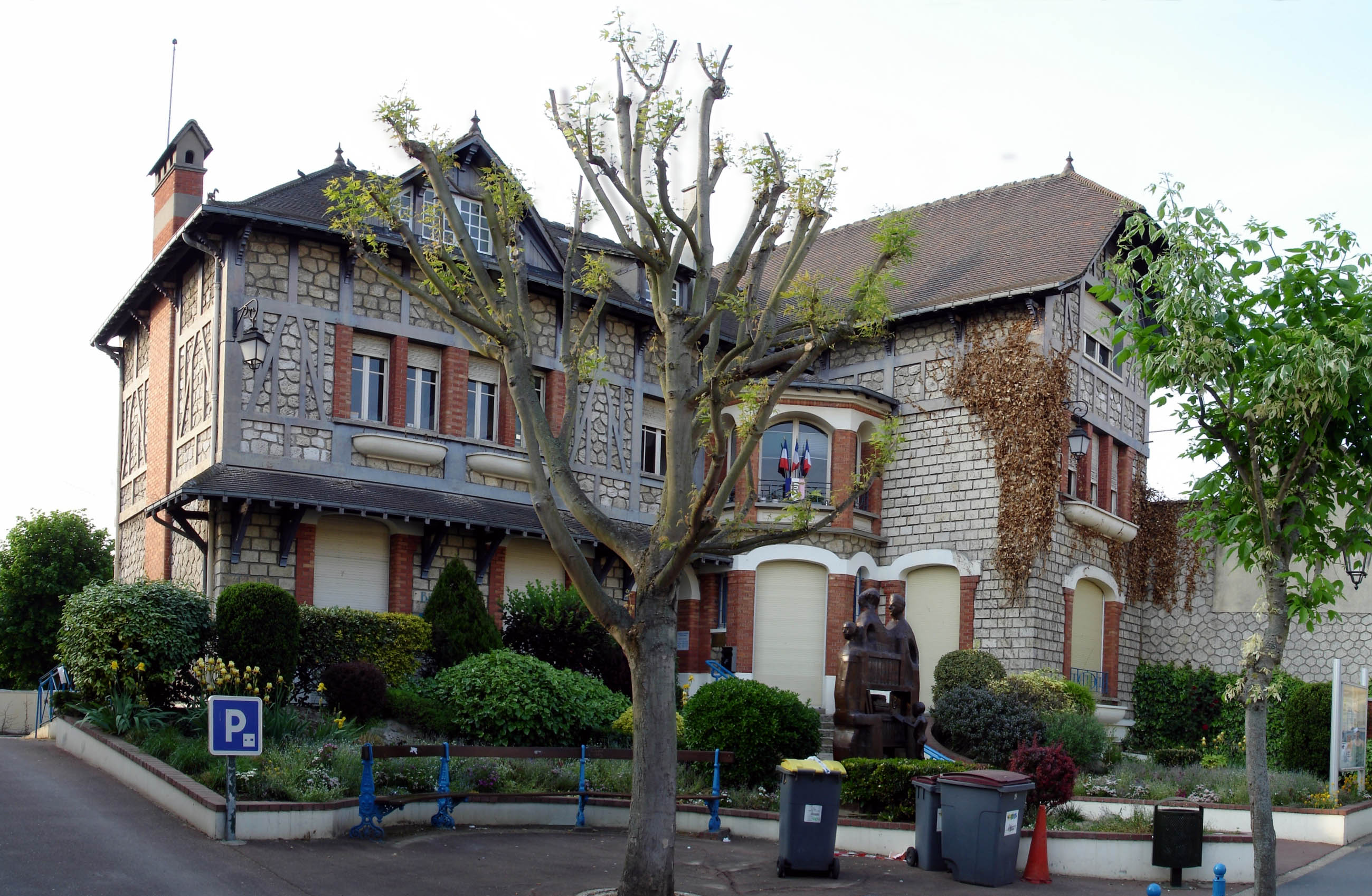
L'ancienne bibliothèque municipale Albert Cohen.

### Saint-Leu-la-Forêt dans les arts et la culture
- Patrick Modiano (prix Nobel de littérature), situe l'enfance du héros et une partie de l'action de son roman  Pour que tu ne te perdes pas dans le quartier à Saint-Leu-la-Forêt.

### Personnalités liées à la commune
- Louis-Napoléon Bonaparte et la reine Hortense.
- Nicolas Beaujon, financier français.
- Louis-Philippe d'Orléans (1749-1793), duc d'Orléans (connu sous le nom de « Philippe Égalité »).
- Madame de Genlis (1746-1830), marquise de Sillery, femme de lettres.
- Joseph Fouché (1759-1820), ministre de la police au service de Napoléon Ier.
- Georges Cadoudal (1771-1804), chouan.
- Louis VI Henri de Bourbon-Condé, prince de Condé (1756-1830), père du duc d'Enghien, que Napoléon Bonaparte devait faire enlever et fusiller en 1804.
- Wanda Landowska (1879-1959), claveciniste et pianiste polonaise, s'y installe de 1923 à 1940[37] et, en 1925, y fonde une école de musique qu'elle inaugure avec Alfred Cortot.
- Pierre-Laurent Baeschlin (1886-1958), artiste peintre, a vécu à Saint-Leu-la-Forêt.
- Louise Dambrun (1875-1960), artiste peintre française, a vécu à Saint-Leu-la-Forêt.
- Louis-Ferdinand Céline (1894-1961), romancier, essayiste, médecin. Propriétaire non résidant d'une maison entre 1935 et 1951.
- Eyvind Johnson (1900-1976), écrivain suédois, prix Nobel de littérature en 1974.
- Louis Velle (1926-2023), acteur français, marié à Frédérique Hébrard.
- Olivier Larronde (1927-1965), écrivain et poète français.
- Sylvie Oussenko (née en 1945), mezzo-soprano et autrice.
- Gérard Buhr (1928-1988), acteur et écrivain, habita avenue du parc.
- Favé  (2004), rapeur, y a grandi.

### Héraldique
| Blason de Saint-Leu-la-Forêt | Blason  | D'or à la croix de gueules cantonnée de seize alérions d'azur, au franc-canton d'hermine.              |
| Blason de Saint-Leu-la-Forêt | Détails | Le blason de Saint-Leu reprend les armoiries des Montmorency, famille régnant sur la ville auparavant. |